# Авентура
Авентура e бачата група от Ню Йорк, САЩ. Групата е създадена през 1994 г. от доминиканците Антъни „Ромео“ Сантос, Хенри Сантос, Лени Сантос и Макс Сантос. Групата е една от първите, които сливат бачата музиката с модерни ритми на поп музика като хип-хоп и ритъм енд блус. След разпускането на групата през 2011 г., Ромео Сантос и Хенри Сантос започват соло кариери, а Лени Сантос и Макс Сантос се присъединяват към Стив Стайлс от Xtreme, образувайки нова група – Вена.

## Членове
- Антъни „Ромео“ Сантос – вокалист, Композитор
- Хенри Сантос – Певец, Композитор, заден вокал
- Лени Сантос – Китара, производител
- Макс Сантос – Бас китара

## Дискография

### Студийни албуми
- Trampa de Amor (1995) (ca „Los Tinellers“) Хименес Рекламен промоутър
- Generation Next (2000) Хименес Рекламен промоутър
- We Broke the Rules (2002)
- Love & Hate (2003)
- God's Project (2005)
- The Last (2009)

### Албуми на живо
- Unplugged (2004)
- K.O.B. Live (2006)
- Kings of Bachata: Sold Out at Madison Square Garden (2007)